# Katastrofa lotu UM Air 4230
Katastrofa lotu UM Air 4230 wydarzyła się 26 maja 2003. Jak-42 należący do linii UM Air, lecący z Biszkeku do Saragossy z międzylądowaniem w  Trabzonie, rozbił się o zbocze góry w trakcie podchodzenia do lądowania w Trabzonie. W katastrofie zginęło 75 osób (62 pasażerów i 13 członków załogi) – wszyscy na pokładzie.
Jak-42 odbywał lot ze stolicy Kirgistanu – Biszkeku – do Saragossy z międzylądowaniem w tureckim mieście Trabzon. Maszyna wiozła lotem czarterowym 62 hiszpańskich żołnierzy, powracających z misji pokojowej w Kabulu i 13 członków załogi. Samolot podchodził do lądowania w Trabzonie, w celu uzupełnienia paliwa. Maszyna w trakcie procedury końcowej podchodzenia do lądowania, uderzyła o zbocze góry, kilka kilometrów od lotniska w mieście Trabzon. Śmierć poniosło 62 żołnierzy i 13 członków załogi. Przyczyny katastrofy do dziś pozostają nieznane.